# Baldus (poema)
Baldus, a veces Baldo, es un poema en latín macarrónico escrito en el siglo XVI por Teófilo Folengo, bajo el seudónimo de Merlin Cocai,  y difundido en su versión definitiva en 1552, de manera póstuma. El poema, en el que Folengo estuvo trabajando toda su vida, y ya presente en su obra Maccheronee (1517), es la obra más importante del autor y una de las más representativas del género literario de la poesía macarrónica. La composición es una parodia de los poemas caballerescos tradicionales, los cuales subvierte y distorsiona; la burla se produce tanto a través de la narración de acontecimientos paradójicos y surrealistas -que muestran un mundo dominado por el hambre, la violencia y la opresión-, como mediante el uso de hexámetros en un latín grotesco y cómico, lleno de errores gramaticales y mezclado con numerosos elementos dialectales y vulgares, propio de un autor que busca el lucimiento. Baldus es también un claro elogio de la vida campesina -Menosprecio de corte y alabanza de aldea, que diría más tarde el español Antonio de Guevara-, vida retirada a la que el autor se siente profundamente apegado y que llevará a la elevación moral y a la nobleza del alma, protagonista habitual de la epopeya, a partir de la elección de un protagonista rural.

## Trama
La historia tiene como protagonista a Baldus, un héroe popular que creció en el pueblo de Cipada, en la campiña mantuana . Tras la clásica invocación a las musas (adaptada al espíritu de la obra),  el poema se abre con la historia de amor de sus padres -Guidone da Montalbano, descendiente de Rinaldo, y Baldovina, hija del rey de Francia-, los cuales, tras numerosas vicisitudes, llegan a las tierras de Mantua, donde son recibidos por un labrador local, Berto Panada; aquí el matrimonio descubre el placer de la vida rural -tranquila y humilde- y deciden quedarse para siempre y criar allí a sus vástagos. En este contexto rural crece el exuberante Baldus, quien desde temprana edad, a través de sus primeros enfrentamientos con los bribones de Mantua, muestra cuál será su acción sin escrúpulos en el futuro. Pronto, de hecho, el joven, aunque movido por el deseo de poner orden en las injusticias del mundo, se convierte él mismo en el primer autor de acosos y abusos, especialmente contra Tognazzo, el alcalde de la ciudad, y Zambello, hijo del mismísimo Berto Panada que tan bien recibiera a sus padres. Como consecuencia, y debido a sus fechorías, Baldus termina en prisión. Sin embargo, una vez liberado, el joven persiste y ahora al frente de una banda de jóvenes violentos y alborotadores, entre los que se encuentran Cingar, Falchetto y el gigante Fracasso -de nombres simbólicos-, se lanza a una serie de aventuras fantásticas y paradójicas, con personajes monstruosos, cuando no brujas, hadas, demonios e incluso dragones, que finalmente lo llevarán directamente al infierno. En el inframundo, Baldo termina en una inmensa calabaza -nueva metáfora- donde se castiga a los mentirosos, en la que conoce a Merlin Cocai, el autor del propio poema, y también a Homero y Virgilio -a la manera de la Divina Comedia de Dante-, queriendo mostrar cómo no hay diferencia entre los poetas épicos y los macarrónicos. En este punto la obra termina abruptamente, dejando espacio a la imaginación del lector. 

## Personajes
- Baldovina: hija del rey de Francia y madre de Baldus.;
- Baldus: héroe popular que protagoniza el poema y realiza hazañas asombrosas hasta llegar al infierno.
- Berto Panada: labrador de Cipada, que acoge a Guidone y Baldovina en su huida;
- Cingar: compañero de las malas acciones de Baldus;
- Falchetto: ser mitad hombre y mitad perro, compañero de Baldus;
- Fracasso: gigante amigo de Baldus;
- Guidone da Montalbano: descendiente de Rinaldo y padre de Baldus;
- Tognazzo: alcalde de Cipada;
- Zambello: hijo de Berto Panada.

## Ediciones
La obra tiene 4 ediciones principales, las correspondientes a las de la Maccheronee, dentro de las cuales está contenida: una primera de 1517, en 17 libros, dos intermedias de 1521 y 1538-1540, y la edición definitiva, póstuma, de 1552, que se compone de 25 libros. 

## Legado
La obra es considerada una de las mayores obras maestras de la llamada literatura carnavalesca, teorizada por Mijail Bajtin en el ensayo La obra de Rabelais y la cultura popular . En efecto, François Rabelais, sobre quien Folengo tuvo una enorme influencia, es universalmente reconocido como el máximo exponente de esta corriente cultural renacentista, definida como anticlasicismo o antirrenacimiento . 